# Масенковский
Масенковский — хутор в Калининском районе Краснодарского края.
Входит в состав Джумайловского сельского поселения.

## География

### Улицы
- ул. Речная.

## Население
| 2002 | 2010 |
| ---- | ---- |
| 63   | ↗72  |